# Rafa Nadal Open 2021
Il Rafa Nadal Open 2021 è stato un torneo maschile di tennis giocato sul cemento. Era la 3ª edizione del torneo, facente parte della categoria Challenger 80 nell'ambito dell'ATP Challenger Tour 2021. Si è giocato al Rafa Nadal Academy by Movistar di Manacor, in Spagna, dal 30 agosto al 5 settembre 2021.

## Partecipanti

### Teste di serie
| Nazionalità | Giocatore                  | Ranking* | Testa di serie |
| ----------- | -------------------------- | -------- | -------------- |
| Giappone    | Yasutaka Uchiyama          | 123      | 1              |
| Spagna      | Fernando Verdasco          | 132      | 2              |
| Regno Unito | Liam Broady                | 147      | 3              |
| Portogallo  | João Sousa                 | 149      | 4              |
| Austria     | Sebastian Ofner            | 166      | 5              |
| Cile        | Marcelo Tomás Barrios Vera | 172      | 6              |
| Polonia     | Kacper Żuk                 | 173      | 7              |
| Slovenia    | Blaž Rola                  | 179      | 8              |

* Ranking al 23 agosto 2021.

### Altri partecipanti
I seguenti giocatori hanno ricevuto una wild card per il tabellone principale:
- Nicolás Álvarez Varona
- Carlos Gómez-Herrera
- Daniel Rincón

I seguenti giocatori sono entrati in tabellone come alternate:
- Evgenij Karlovskij
- Stefan Kozlov
- Nicolás Mejía
- Hiroki Moriya
- Roberto Ortega Olmedo
- Roberto Quiroz

I seguenti giocatori sono passati dalle qualificazioni:
- Nick Chappell
- Michael Geerts
- Alejandro González
- Johannes Härteis

I seguenti giocatori sono entrati in tabellone come lucky loser:
- Nicolas Moreno de Alboran
- Jan Zieliński

## Punti e montepremi
| Torneo    | Torneo              | V     | F     | SF    | QF    | 2T  | 1T  | Q | Q2  | Q1  |
| Singolare | Punti               | 80    | 48    | 29    | 15    | 7   | 0   | 4 | 1   | 0   |
| Singolare | Premi in denaro (€) | 6 190 | 3 650 | 2 160 | 1 260 | 730 | 450 | – | 225 | 115 |
| Doppio    | Punti               | 80    | 48    | 29    | 15    | –   | 0   | – | –   | –   |
| Doppio    | Premi in denaro (€) | 2 670 | 1 550 | 930   | 550   | –   | 310 | – | –   | –   |

## Campioni

### Singolare
Lukáš Lacko ha sconfitto in finale  Yasutaka Uchiyama con il punteggio di 5–7, 7–6(8), 6–1.

### Doppio
Karol Drzewiecki /  Sergio Martos Gornés hanno sconfitto in finale  Fernando Romboli /  Jan Zieliński con il punteggio di 6–4, 4–6, [10–3].